# Карельський об'єднаний уряд
Карельський об'єднаний уряд (фін. Karjalan keskushallitus, карел. Karjalan keskushallitšus) була недовговічною державою, що існувала з 1920 до 1923 року, після об'єднання Північнокарельської держави та Олонецького уряду Південної Карелії.

## Історія
20 грудня 1920 року Карельський об'єднаний уряд був сформований у вигнанні в Фінляндії в результаті злиття Північнокарельської держави та Олонецького уряду Південної Карелії. Через 11 днів, 31 грудня, Фінляндія передала Реполу та Пораярві Російській Радянській Соціалістичній Республіці.
21 квітня 1921 року Республіка Східна Карелія (Itä Karjala) була оголошена незалежною. У період з жовтня 1921 року по лютий 1922 року карельські війська, підтримувані КОУ, перейшли з території Фінляндії в Східну Карелію.
З грудня 1922 року до лютого 1923 року Східна Карелія була окупована Радянським Союзом.
23 липня 1923 року Постійна палата третейського суду відмовила у надання консультативного висновку про статус Карелії по відношенню до Тартуського договору. Пізніше в тому ж році уряд у вигнанні було розпущено.